# Brunon Ponikiewski
Brunon Jerzy Ponikiewski (ur. 21 czerwca 1956 w Siemianowicach Śląskich, zm. 27 sierpnia 2014) – polski górnik, działacz opozycji antykomunistycznej w okresie PRL, działacz Konfederacji Polski Niepodległej (KPN), więzień polityczny w latach 1982–1985.

## Życiorys
Po ukończeniu w 1974 r. Zasadniczej Szkoły Górniczej przy Kopalni Węgla Kamiennego Wujek w Katowicach był do 1975 r. zatrudniony w tej kopalni, później w latach 1976–1977 pracował w Chorzowskiej Wytwórni Konstrukcji Stalowych Konstal. W latach 1977–1980 był ratownikiem górniczym w Kopalni Węgla Kamiennego Borynia w Jastrzębiu-Zdroju, 1980–1981 w Kopalni Węgla Kamiennego ZMP w Żorach, a 1981–1982 w Kopalni Węgla Kamiennego Krupiński w Suszcu.

### Działalność opozycyjna
Brunon Ponikiewski od lutego 1980 roku był członkiem Konfederacji Polski Niepodległej, współorganizował jej struktury na terenie Rybnickiego Okręgu Węglowego. Brał aktywny udział w wydarzeniach Sierpnia 1980, był uczestnikiem strajku i członkiem straży strajkowej w KWK ZMP w Żorach (29 sierpnia – 3 września 1980).
We wrześniu 1980 r. został przewodniczącym Komitetu Założycielskiego NSZZ „Solidarność” na Wydziale Ratownictwa i Wentylacji Górniczej.
Od tzw. kryzysu bydgoskiego w marcu 1981 r. wraz z późniejszymi działaczami „Legionu Polskiego” gromadził materiały poligraficzne i wybuchowe. Po wprowadzeniu stanu wojennego, od 13 do 15 grudnia 1981 był uczestnikiem strajku okupacyjnego w KWK ZMP w Żorach. Do kwietnia 1982 był szefem grupy podziemnej „Legion Polski”, którą współorganizował. Był autorem, drukarzem i kolporterem pisma „Bagnet”, wydawanego przez tę organizację, oraz ulotek. 31 stycznia 1982 r. uczestniczył w próbie wysadzenia pomnika Armii Czerwonej w Żorach.

### Represje
Brunon Ponikiewski został po raz pierwszy zatrzymany przez SB 5 marca 1982 r. na 48 godzin. Po ponownym aresztowaniu – 20 kwietnia tego roku – został internowany i do 28 czerwca 1982 r. był przetrzymywany w Ośrodku Odosobnienia w Zabrzu-Zaborzu. We wrześniu 1982 r. został zatrzymany ponownie i internowany w Areszcie Śledczym Komendy Wojewódzkiej Milicji Obywatelskiej w Katowicach. Z dniem 10 listopada 1982 r. zmieniono mu status na aresztowanego, oskarżonego o „założenie organizacji mającej na celu niszczenie obiektów za pomocą materiałów wybuchowych oraz wydawanie publikacji zawierających fałszywe informacje”. W trybie doraźnym – specjalnym, zaostrzonym trybie orzekania kary – został 11 maja 1983 r. skazany przez Sąd Śląskiego Okręgu Wojskowego we Wrocławiu na sesji wyjazdowej w Katowicach na 3,5 roku pozbawienia wolności. Następnie został osadzony w zakładzie karnym w Strzelinie. Tam 5 grudnia 1983 roku, wraz z grupą współwięźniów (m.in. Januszem Pałubickim), rozpoczął głodówkę domagając się statusu więźnia politycznego i poprawy warunków bytowych dla uwięzionych. Głodował przez 54 dni.
W więzieniu przebywał do lata 1985 r. Po zwolnieniu został objęty stałym nadzorem Rejonowego Urzędu Spraw Wewnętrznych, co tydzień otrzymywał wezwania na rozmowy, w czasie których był m.in. namawiany do wyjazdu z kraju. Niekiedy był zatrzymywany na 48 godzin, często miał rewizje w mieszkaniu. Od 1984 do 23 września 1988 r. był „rozpracowywany” przez SB z Żor (Kwestionariusz Ewidencyjny pod Kryptonim „Posejdon”).
Zwolniono go z pracy i w latach 1985–1987 pozostawał bez zatrudnienia. Dopiero z końcem 1987 r. udało mu się znaleźć pracę – pracował jako kierowca w Zakładzie Transportowo-Sprzętowym Transnaft w Świerklanach, a następnie w latach 1988–1989 w Gminnej Spółdzielni „Samopomoc Chłopska” w Bełku. Później, do przejścia na rentę w roku 2007, prowadził własną działalność gospodarczą.
W latach 2007–2009 był członkiem Związku Więźniów Politycznych Okresu Stanu Wojennego. W 2009 r. został członkiem założycielem i prezesem Stowarzyszenia Działaczy Niepodległościowych Nieprzejednani. W latach 2009–2010 był członkiem Związku Więźniów Politycznych Okresu Stanu Wojennego w Australii. Od czerwca 2010 r. był wiceprezesem stowarzyszenia „Związek Konfederatów Polski Niepodległej 1979–1989”.

## Order
Postanowieniem z dnia 4 września 2009 r. został odznaczony przez prezydenta Lecha Kaczyńskiego Krzyżem Komandorskim Orderu Odrodzenia Polski „za wybitne zasługi w działalności na rzecz przemian demokratycznych w Polsce, za osiągnięcia w podejmowanej z pożytkiem dla kraju pracy zawodowej i społecznej”.